# نشیب‌ماهیان
نشیب‌ماهیان (نام علمی: Symphysanodon) نام یک سرده از راسته سوف‌ماهی‌سانان است.